# Молодой король (сказка)
«Молодой король», в некоторых переводах «Юный король» (англ. The Young King) — философская сказка Оскара Уайльда, написанная в 1888 году и опубликованная в составе сборника «Гранатовый домик» в 1891 году. Поднимаются темы постижения сущности человеческих страданий, «изнанки» прекрасного и несостоятельности эстетического отношения к жизни без опоры в этическом, затронутые во многих произведениях Оскара Уайльда.

## Сюжет
Наследный принц всецело очарован и поглощен красотой произведений искусства и предметов роскоши. Он преклоняется перед итальянской живописью и античными статуями, часами любуясь ими. Со всех концов мира ему присылают то, что он требует: прекрасный янтарь, необыкновенную бирюзу, шелковые ковры и расписную посуду, раскрашенную слоновую кость, лазурную финифть, хрупкие кубки из венецианского стекла, чаши из оникса и аметиста.
Но более всего его воображение занимают три предмета, три атрибута его будущей коронации — одеяние из тканного золота, усеянная рубинами корона и скипетр покрытый полосками и ободками жемчугов. Несколько месяцев назад он утвердил эскизы этих трех предметов и теперь пристально следит за тем чтобы работа над ними не прекращалась ни на минуту ни днем ни ночью, и на их изготовление шли только самые лучшие, самые редкие и самые драгоценные материалы.
В один из вечеров наследный принц ложится спать, и ему снятся последующей ночью три сна, в которых он видит, какой ценой идет изготовление всего того, чем он так восхищается.
В первом сне он видит изнуренных и изможденных работой ткачей, которые скрупулёзно ткут его тончайшее золотое одеяние этой ночью.
Во втором сне он видит, какой ценой достается жемчуг, рабам залепляют уши и ноздри воском и заставляют нырять за ним. Один из них умирает, добыв жемчужину, которая впоследствии должна отправиться к принцу.
В третьем сне он видит добычу прекрасных рубинов. Множество тяжко работающих людей умирают от чумы и лихорадки.
Проснувшись и испытав потрясение от увиденного, наследный принц решает идти на коронацию в одежде обычного пастуха. Вместо скипетра он берет посох а вместо короны делает себе венец из дикого вереска. Но он сталкивается с тем что ни народ, ни вельможи, ни духовенство не понимают его решения. И народ, и вельможи и духовенство выдвигают свои аргументы в пользу того что он должен быть облачен на коронации как подобает «обычному» королю. В итоге все приходит к тому что народ продолжает протестовать, священнослужитель уже отказывается короновать его, а вельможи врываются с оружием в руках в храм где должна состоятся коронация.
Вдруг неожиданно, в тот момент когда вельможи врываются с оружием в руках, окна собора где происходит коронация наполняются солнечным светом, и лучи солнца ткут вокруг принца облачение прекраснее того, что сделали ради его роскоши. Посох расцветает живыми лилиями, цветы которых белее жемчуга. Венец расцветает розами, краснее самых лучших рубинов, а листья их сияют золотом. Из алтаря начинает литься таинственный дивный свет, слышатся звуки органа, звуки труб и пение певчих.
В страхе народ, придворные и епископ падают перед молодым королем на колени, и никто из них не смеет взглянуть ему в лицо.

## Переводы на русский язык
На данный момент известно как минимум десять переводов рассказа на русский язык.
- В. Орёл (Молодой король)
- М. М. Коренева (Юный король)
- В. Чухно (Юный король)
- М. Благовещенская (Молодой король)
- М. Корнеева (Юный король)
- М. Минакова (Юный король)
- С. Ильин (Юный Король)
- В. Гетцель (Молодой король)
- Ю. Корнеев (Юный король)
- И. Сахаров (Молодой король)